# كارل جويل
كارل جويل (بالألمانية: Karl Joël)‏ هو فيلسوف ألماني، ولد في 27 مارس 1864 في جيلينيا جورا في بولندا، وتوفي في 23 يوليو 1934 في Walenstadt ‏ في سويسرا.